# Ty Burr
Ty Burr (Boston, 17 de agosto de 1957) é um crítico de cinema norte-americano, colunista e autor que atualmente escreve um boletim de cinema e cultura popular chamado "Ty Burr's Watch List" no Substack. Burr atuou anteriormente como crítico de cinema no jornal The Boston Globe por duas décadas, juntamente com Wesley Morris, até 2021. 

## Início da vida
Nascido em 17 de agosto de 1957, em Boston, Burr cresceu em Brookline, Massachusetts. Ele estudou cinema no Dartmouth College e na Universidade de Nova Iorque.

## Carreira
De 1982 a 1987, Burr trabalhou na Home Box Office, onde ajudou a programar o serviço à cabo e pago Cinemax como avaliador de filmes.
De 1990 a 2002, ele foi redator sênior da Entertainment Weekly, onde cobriu principalmente filmes, vídeos, músicas e mídias digitais. Um interesse inicial pela Internet o levou a codificar manualmente a primeira página da EW e a introduzir e editar a seção de Novas Mídias da revista.
De 2002 a 2021, Burr foi o crítico de cinema do The Boston Globe. A partir de janeiro de 2015, ele também escreveu uma coluna semanal de domingo sobre uma ampla variedade de assuntos da cultura pop. Suas colunas sobre questões culturais de ruptura frequentemente apareciam na primeira página do jornal. Em 2017, Burr foi finalista do Prêmio Pulitzer de Crítica.
Em julho de 2021, Burr deixou o The Golden Globe para iniciar a "Ty Burr's Watch List", um boletim informativo da Substack dedicado a resenhas e comentários sobre filmes teatrais e de streaming, TV e outras culturas populares.
Burr é membro da Sociedade de Críticos de Cinema de Boston e da Sociedade Nacional de Críticos de Cinema. Ele escreveu artigos para o The New York Times, Spin e The Boston Phoenix, entre muitas outras publicações. Ele apareceu na NECN, MSNBC, Greater Boston da WGBH, Here and Now da NPR, Bloomberg Radio e outros programas de rádio locais e nacionais para discutir filmes e assuntos culturais.

### Trabalhos publicados
Burr escreveu ou contribuiu para cinco livros. The Hundred Greatest Stars of All Time (1998) e The Hundred Greatest Movies of All Time (1999) são "bookazines" da Entertainment Weekly, escritos em grande parte por Burr (com material adicional de outros escritores da equipe) durante seu mandato na revista.
Em 2007, Burr escreveu The Best Old Movies for Families: A Guide to Watching Together, um livro de referência baseado em ensaios para pais e avós que procuram apresentar crianças pequenas a filmes clássicos. Ele recebeu críticas uniformemente positivas de críticos e leitores. Em 2012, Burr escreveu Gods Like Us: On Movie Stardom and Modern Fame, um estudo crítico de celebridades ao longo de cem anos de cinema e história cultural. Foi amplamente e positivamente revisto, com o The New York Times dizendo, "poucos historiadores do cinema podem ver toda a equação como Ty Burr faz em Gods Like Us" e o Buffalo News chamando-o de "Uma brilhante e até profunda história de estrelato."
Em 2012, Burr publicou o e-book The 50 Movie Starter Kit: What You Need to Know if You Want to Know What You're Talking About, um guia para os iniciantes amantes de cinema.